# Цігелне (Ґіркалніське староство)
Цігелне (Cigelnė) — хутір у Литві, Расейняйський район, Ґіркалніське староство, знаходиться за 8 км від села Ґіркалніс. У 1970-х роках в Цігелне проживало 10 людей. 2001 року на хуторі ніхто не проживав.

## Принагідно
- Cigelnė (Girkalnis) [Архівовано 16 листопада 2016 у Wayback Machine.]

| Литва | Це незавершена стаття з географії Литви. Ви можете допомогти проєкту, виправивши або дописавши її. |